# Els Dottermansová
Els Dottermansová (* 16. května 1964 Lovaň) je belgická filmová a divadelní herečka vlámské národnosti.
Po dokončení církevní střední školy vystudovala herectví v antverpském Institutu Hermana Teirlincka. V roce 1988 byla obsazena do televizního seriálu Klein Londen, Klein Berlijn. Stala se držitelkou divadelních ocenění Colombina (1989) a Zlatá Theo (1992). Za roli Monity ve filmu Beck – De gesloten kamer, natočeném podle knihy dvojice Maj Sjöwallová a Per Wahlöö, získala v roce 1993 cenu Zlaté tele. V oscarovém filmu Marleen Gorrisové Antonia (1995) hrála Danielle, dceru titulní hrdinky. V roce 2002 jí byla udělena Cena Josepha Plateaua pro nejlepší belgickou herečku za film Holčička. Na šanghajském filmovém festivalu v roce 2006 byla oceněna za hlavní ženskou roli v psychologickém snímku Dennis van Rita. Objevila se také ve filmech Terč: Zabiják a Domov a v seriálech Kód 37, Smysl pro tumor a Surové diamanty. Od roku 2005 je členkou městského divadla v Gentu.
Jejím manželem je herec Han Kerckhoffs.